# ماوريتسيو ساندرو سالا
ماوريتسيو ساندرو سالا (بالبرتغالية: Maurizio Sandro Sala‏) هو سائق سيارة سباق ومهندس برازيلي، ولد في 27 أغسطس 1958 في ساو باولو في البرازيل.

## روابط خارجية
- ماوريتسيو ساندرو سالا على موقع Racing-Reference.info (الإنجليزية)
- ماوريتسيو ساندرو سالا على موقع DriverDB.com (الإنجليزية)